# Franz Schultheis
Franz Schultheis (* 7. Dezember 1953 in Bendorf) ist ein deutscher Soziologe. Er lehrt als Professor an der Zeppelin Universität in Friedrichshafen.

## Leben
Schultheis studierte an der Universität Freiburg und an der Universität Nancy II, er wurde an der Universität Konstanz promoviert, wo er von 1979 bis 1992 Wissenschaftlicher Assistent und Oberassistent war. Gleichzeitig begann in Paris seine langjährige Zusammenarbeit mit Pierre Bourdieu. 
Seit 1993 übernahm Schultheis an verschiedenen Pariser Universitäten, darunter auch an der Sorbonne, Vertretungsprofessuren und Lehraufträge. 1994 habilitierte er sich bei Bourdieu an der École des Hautes Études en Sciences Sociales (EHESS). Von 1994 bis 1998 war er Assistenz-Professor an der Universität Genf, es folgten sechs Monate als Gastforscher an der Universität Montreal. 1999 wurde Schultheis Professor für Wirtschaftssoziologie an der Universität Neuenburg, 2003 folgte er einem Ruf auf einen Lehrstuhl für Sozialstrukturanalyse an der Universität Genf. 2007 übernahm er die Professur für Soziologie an der Universität St. Gallen und wurde dort auch Leiter des Seminars für Soziologie. Zwischen 2014 und 2017 war er zudem Dekan der dortigen School of Humanities and Social Sciences. 
Seit 2019 ist er Seniorprofessor für Soziologie des Kunstfeldes und der Kreativwirtschaft an der Zeppelin Universität in Friedrichshafen.
Von 2010 bis 2019 war Schultheis stellvertretender Präsident des Schweizerischen Wissenschaftsrats.
Schultheis war im deutschen Sprachraum maßgeblich an der Verbreitung der Bourdieu’schen Soziologie beteiligt. Einer größeren Öffentlichkeit wurde er als Herausgeber des Buches Gesellschaft mit begrenzter Haftung. Zumutungen und Leiden im deutschen Alltag (2005) bekannt, das sich methodisch an die von Bourdieu herausgegebene Studie La misère du monde (deutsch: Das Elend der Welt, 1997) anlehnte. Schultheis hatte zuvor als Leiter und Gründer des Zentrums für Europäische Gesellschaftsforschung Bourdieus Studie in einem „bewußt im Gegensatz zur herkömmlichen Übersetzungspraxis intendierten kollektiven Arbeitsprozeß“ übersetzen lassen. Er ist Initiator und Präsident der Fondation Pierre Bourdieu.

## Schriften (Auswahl)
- Sozialgeschichte der französischen Familienpolitik (= Forschungsberichte des Instituts für Bevölkerungsforschung und Sozialpolitik (IBS), Universität Bielefeld. Bd. 14). Campus-Verlag, Frankfurt am Main u. a. 1988, ISBN 3-593-33919-6 (Zugleich: Konstanz, Universität, Dissertation, 1985).
- als Herausgeber mit Kristina Schulz: Gesellschaft mit begrenzter Haftung. Zumutungen und Leiden im deutschen Alltag. UVK, Universitäts-Verlag Konstanz, Konstanz 2005, ISBN 3-89669-537-1.
- Bourdieus Wege in die Soziologie. Genese und Dynamik einer reflexiven Sozialwissenschaft. UVK-Verlags-Gesellschaft, Konstanz 2007, ISBN 978-3-89669-686-1.
- als Herausgeber mit Paul Frantz Cousin und Marta Roca i Escoda: Humboldts Albtraum. Der Bologna-Prozess und seine Folgen. UVK-Verlags-Gesellschaft, Konstanz 2008, ISBN 978-3-86764-129-6.
- als Mitherausgeber: Ein halbes Leben. Biografische Zeugnisse aus einer Arbeitswelt im Umbruch. UVK-Verlags-Gesellschaft, Konstanz 2010, ISBN 978-3-86764-244-6.[5]
- mit Erwin Single, Stephan Egger, Thomas Mazzurana: Kunst und Kapital. Begegnungen auf der Art Basel. Verlag Walther König, Köln 2015. ISBN 978-3-86335-743-6.
- mit Erwin Single, Raphaela Köfeler, Thomas Mazzurana: Art Unlimited? Dynamics and Paradoxes of a Globalizing Art World. Transcript, Bielefeld 2016. ISBN 978-3-8376-3296-5.
- Unternehmen Bourdieu – Ein Erfahrungsbericht. Transcript, Bielefeld 2019, ISBN 978-3-8376-4786-0.
- mit Yana Milev (Hg.): Entkoppelte Gesellschaft – Ostdeutschland seit 1989/90. Band 4: Tatbestände. Peter Lang, Berlin 2019, ISBN 978-3-631-78761-8